# Pseudofistulina
Pseudofistulina es un género de hongos ditípico en la familia Fistulinaceae. Fue circunscrito en 1962 por Oswaldo y María Fidalgo.

## Distribución geográfica
Se distribuye por gran parte de América y una pequeña localidad de la provincia de Cantón en China.